# ويكان
ويكان هو بطل خارق في مارفل كومكس، ظهرت الشخصية لأول مرة في أبريل 2005. تم تصميم مظهر الشخصية على شكل اثنين من الأبطال الخارقين البارزين من مارفل، ثور والساحرة الحمراء (والدة ويكان) ، وكلاهما من أعضاء المنتقمون. ظهرت الشخصية لأول مرة في المنتقمون الصغار #1 في أبريل 2005.